# Fernando Martí Tomàs
Fernando Martí Tomàs (Xerta, Baix Ebre, 21 de desembre de 1851 - Buenos Aires, Argentina, 2 de novembre de 1925) fou un empresari i comerciant català, que va fundar la localitat bonaerenca de Coronel Charlone el 30 de juny del 1908.

## Primers anys
Era el quart fill d'Antoni Joan Martí i Josepa Tomàs. El seu pare es dedicava al comerç de cereals pel riu Ebre i disposava d'una flota de vaixells especials per la navegació fluvial, els anomenats llaguts.
A principis de la dècada del 1870, Fernando Martí juntament amb els seus germans grans Jaume i Ramon, van decidir emigrar cap a l'Argentina, com molts europeus del moment, tot buscant unes millors expectatives de vida.

## Negocis
Es van establir a Buenos Aires i, l'any 1873 van fundar la companyia familiar "Martí Hermanos" amb la qual van arribar a exportar des d'Espanya olis d'oliva, vins, licors i conserves als principals països sud-americans, especialment a l'Argentina, Xile i Uruguai. A més, Fernando es feu soci del seu cunyat, el senyor Alvaro Istueta que posseïa una fàbrica de calçat a Buenos Aires.
Amb el negoci de l'exportació de productes alimentaris espanyols de l'empresa "Martí Hermanos", Fernando Martí i els seus germans van augmentar considerablement la seva fortuna. Tot i això, a partir del 1877 es va dedicar especialment al negoci de la fabricació de calçat, transformant la factoria i adquirint la major part de l'empresa. D'aquesta manera va crear la fàbrica de sabates i botins més gran de Sud Amèrica que comptava amb una plantilla de prop 1200 treballadors. Amb aquesta fàbrica va arribar a importar, a més de fabricar, el calçat més fi de l'època. Fins i tot fabricaven els baüls i les caixes de cartró que utilitzaven per emmagatzemar i distribuir la producció.
Gràcies a la seva perícia amb els negocis, va acumular una important fortuna i prompte va passar a formar part de la classe alta bonerenca.
L'any 1910 va sufragar econòmicament les obres de reconstrucció del campanar del seu poble natal, Xerta.
El 1914, Fernando Martí va integrar la Cambra de Comerç Argentino-Espanyola, on va ocupar el càrrec de vocal en la secció de Comerç i Propaganda.

## Fundació de Coronel Charlone
La tradició oral diu que per botes entregades per a l'ús de l'exèrcit Argentí, el govern li va atorgar 16.500 hectàrees de terra ubicades a l'interior de la província de Buenos Aires que havien format part del territori indígena, concretament dels indis Ranquels. En aquell lloc més tard va fundar el "Pueblo y Colonia Fernando Martí", conegut actualment com a Coronel Charlone. Investigacions més recents sostenen que és molt probable que ell mateix compres aquelles terres per un preu baix amb la intenció d'invertir, ja que en aquella època ingressava al país una important quantitat d'immigrants que desitjaven instal·lar-se a la zona, pel que eren temps propicis per a la colonització. A més, entre les persones de bona posició econòmica circulava una eufòria pionera; molts desitjaven ser fundadors, crear un nou món. En aquest context van néixer molts de pobles, entre ells Coronel Charlone.
L'any 1900 va passar per les seves terres el ferrocarril que unia les localitats de Rufino (província de Santa Fe) i Ítalo (província de Córdoba), construint-se allí l'estació dedicada al coronel italià Juan Bautista Charlone, que va morir en combat a la guerra del Paraguai. Al voltant de l'estació ferroviària es va construir la planta urbana del "Pueblo y colonia Fernando Martí" que amb el temps va passar a denominar-se com la seva estació.
Fernando Martí era sogre de Fortunato Anzoátegui, important empresari uruguaià d'origen basc que tenia negocis immobiliaris, pel que la seva empresa colonitzadora va parcel·lar i vendre, després d'una propaganda organitzada a Buenos Aires, lo que després seria el nucli urbà de Coronel Charlone. A més es va encarregar de construir els principals edificis públics (l'escola, l'església, l'hotel Mayo…) Per això també es considera a Anzoátegui com cofundador de la localitat. El poble es va fundar el 30 de juny de 1908 i es va inaugurar oficialment el 23 d'abril de 1911.
Va morir a Buenos Aires el 2 de novembre de 1925 sent enterrat a la cripta de la família Istueta del Cementiri de La Recoleta.